# Brama Wroniecka w Poznaniu
Brama Wroniecka – jedna z czterech bram miejskich średniowiecznego Poznania. Położona była w ciągu ulicy Wronieckiej, u jej wylotu w kierunku północnym (na Wronki, Bydgoszcz i Gdańsk).

## Brama średniowieczna
Pierwotna, średniowieczna (XIII wiek), ceglana (wątek wendyjski) brama była obiektem cztetrokondygnacyjnym, zbudowanym na rzucie kwadratu. Od strony południowej, czyli od miasta, była otwarta i poprzedzało ją przedbramie. W XIV wieku została zabudowana od strony miasta, przy czym pozostawiono przejazd (arkada). W 1430 zamurowano ten przejazd i wybito nowy (w murach miejskich) nieco na zachód od bramy. Nowa brama również wyposażona została w przedbramie i podzielona na trzy segmenty. W 1536, w czasie katastrofalnego pożaru miasta, cały ten węzeł został poważnie uszkodzony, a odbudowano go i zmodernizowano załamując oś przedbramia w kierunku północno-zachodnim. Powstała w ten sposób budowla przypominająca nieco barbakan.
Brama pełniła rolę w systemie sądowniczym miasta. Skazani odbywali tu tzw. karę wieży dolnej, czyli dość surowy wymiar kary pozbawienia wolności w dolnej kondygnacji bez okien i drzwi, a jedynie z otworem, z którego spuszczano skazańca na linie. W górnych kondygnacja również osadzano skazańców w nieco lepszych warunkach.

## Brama klasycystyczna
Średniowieczną bramę rozebrano ostatecznie w 1780 na polecenie starosty Kazimierza Raczyńskiego, który około 1786, na jej pozostałościach ufundował nową, reprezentacyjną bramę w stylu klasycyzmu stanisławowskiego, nie mającą charakteru obronnego. Obiekt ten nawiązywał swoją formą do czasów antycznych (łuków triumfalnych), co było pokłosiem podróży Raczyńskiego po Europie i jego stycznością ze współcześnie wznoszonymi budowlami, m.in. bramami paryskimi. Nie ma całkowitej pewności, czy obiekt zaprojektował Jan Chrystian Kamsetzer, ale pracował on wówczas dla Raczyńskiego. Brama miała charakter monumentalnego łuku triumfalnego. Jej centralna część z dużą arkadą przejazdową flankowaną po obu stronach kolumnami korynckimi zwieńczona była trójkątnym naczółkiem (nie, jak to było w zwyczaju budowania podobnych dział, attyką), który wypełniono programem rzeźbiarskim (panoplia i sztandary). Okazałość bramy miała wskazywać podróżnym, że przybywają do miasta dobrze zarządzanego, porządnego i pełnego wspaniałości. Klasycystyczna brama została rozebrana w 1846. 

## Relikty

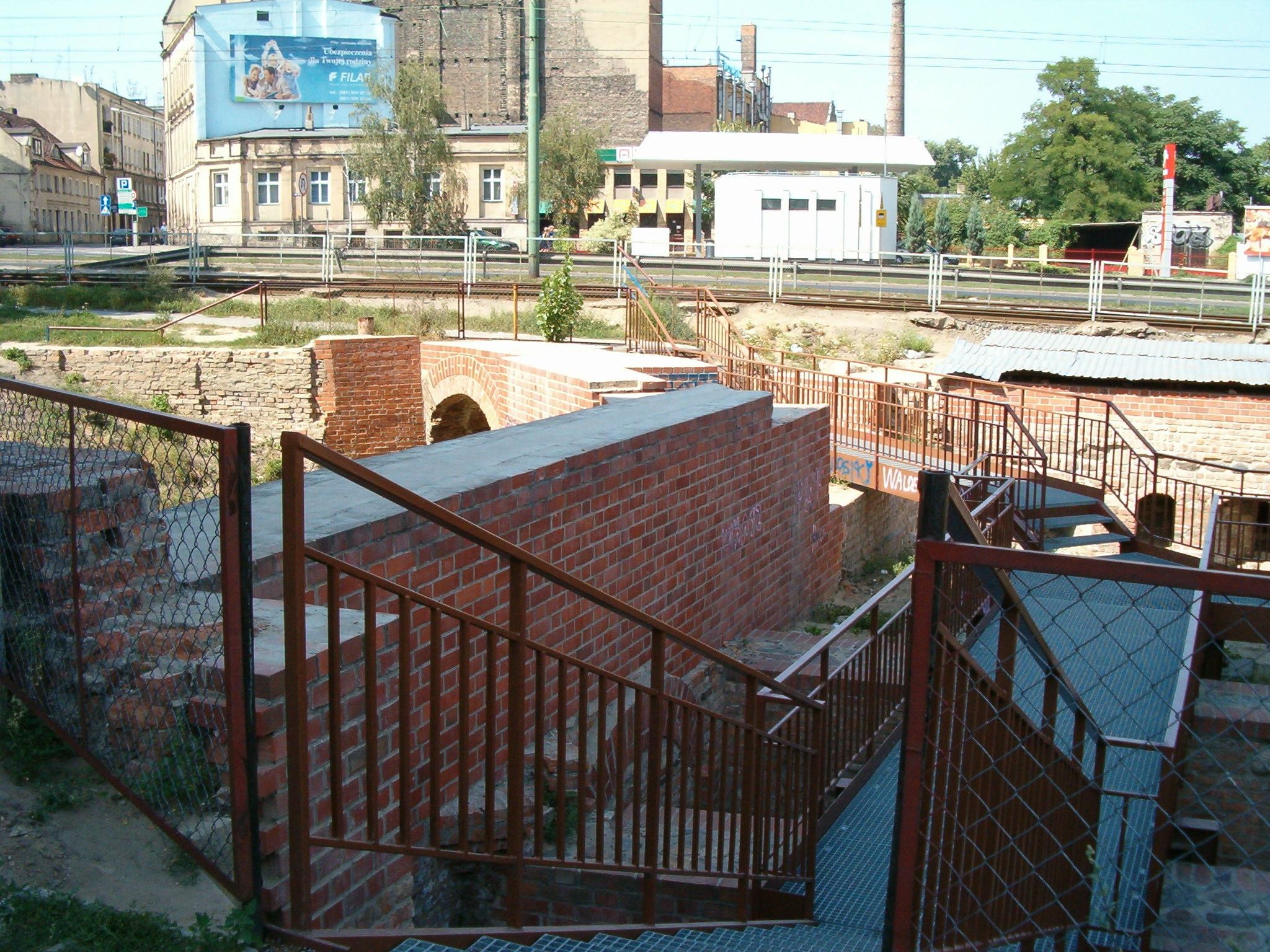
Wyeksponowane relikty bramy

W latach 1977–1979 prowadzono prace archeologiczne przy reliktach bramy. Odsłonięto wówczas nie tylko ceglane i kamienne pozostałości budowli, ale też pokaźne ilości drewnianych rur wodociągowych (najstarsze z XVI wieku). Po kolejnych badaniach (początek XXI wieku) wyeksponowano część reliktów bramy, które są ogólnodostepne, w ramach przestrzeni skweru Rabina Akiwy Egera.